# 다나가와역
후케코역(일본어: 多奈川駅, たながわえき)은 일본 오사카부 센난군 미사키정에 있는 난카이 전기철도 다나가와 선의 역이다. 역 번호는 NK41-3이다.
오사카 부 내에서는 가장 서쪽에 위치하는 역이다.

## 역 구조
2면 1선의 승강장을 갖는 지평역이다. 과거에는 2면 2선에서 남쪽 선로가 1번 선, 북쪽 선로가 2번 선이었다. 2번 선 사이로 북쪽 승강장(하차용)은 사용되지 않아 남쪽의 승강장만 사용한다. 직통 급행 폐지 시 승강장에는 2량 편성분만 남기고 울타리가 되어 있고 그 후에 굵은 줄화에서 레일이 벗겨지고 승강장의 1번 선의 전체에도 울타리가 쳐졌다. 그래서, 현재 사용하고 있는 선로는 과거의 2번 선이다.
역사는 승강장의 서쪽 끝(차막이 방향)에 접하고 있다. 화장실이 설치되어 있다.

## 역 주변
역전에는 로터리가 있고 커뮤니티 버스 "미니그룹 버스 미사키"가 발착하고 있으며 북쪽은 공장 지대, 남쪽은 부도 사이로 민가들이 나란히 있다. 서쪽으로는 미사키 정립 문화 센터가 있다.

## 역사
- 1944년 6월 1일: 긴키 닛폰 철도의 역으로 영업 개시.
- 1947년 6월 1일: 노선 양도로 인하여 난카이 전기철도의 역이 됨.

## 인접역
| 난카이 전기철도 다나가와 선   | 난카이 전기철도 다나가와 선 | 난카이 전기철도 다나가와 선 |
| ----------------------------- | --------------------------- | --------------------------- |
| NK41-2 후케코 미사키코엔 방면 |                             | 시·종착역                   |